# Øse (Varde Kommune)
 For alternative betydninger, se Øse. (Se også artikler, som begynder med Øse)
Øse er en lille by i Vestjylland med 104 indbyggere (2012).[kilde mangler] Byen ligger i Øse Sogn og høre til Varde Kommune. I byen findes desuden Øse Kirke og Øse Efterskole.
Fra Øse er der 3 km til Nordenskov og 11 km til Varde.
|  | Denne artikel om lokaliteten Øse (Varde Kommune) kan blive bedre, hvis der indsættes et (bedre) billede. Du kan hjælpe ved at afsøge Wikimedia Commons for et passende billede eller lægge et op på Wikimedia Commons med en af de tilladte licenser og indsætte det i artiklen. |

55°38′45″N 8°39′8″Ø / 55.64583°N 8.65222°Ø